# Dieter Fischer (Fußballspieler, 1936)
Dieter Fischer (* 1. Januar 1936 in Gärnitz (heute Markranstädt); † 5. März 2016) war ein deutscher Fußballspieler. In der höchsten Spielklasse des DDR-Fußballs, der Oberliga, spielte er für den SC Lokomotive Leipzig, den SC Leipzig und die BSG Wismut Gera. In der DDR-A-Nationalelf wurde der Allrounder in vier Länderspielen eingesetzt.

## Sportliche Laufbahn

### Beginn in Markranstädt nach WK II und Lehrzeit beim SC DHfK
Dieter Fischer spielte in den ersten Jahren der DDR in der Jugend bei der Betriebssportgemeinschaft Motor Markranstädt, nachdem er schon während des Zweiten Weltkrieges als Achtjähriger für SV 1920 Gärnitz gekickt hatte. Aufgrund seines Talentes bekam er 1953 Einladungen zu zentralen Lehrgängen der Sektion Fußball des DDR-Verbandes. Mit 17 Jahren wurde er in der 1. Mannschaft von Motor in der drittklassigen Bezirksliga eingesetzt. 1953/54 spielte er mit Markranstädt in der Bezirksklasse, der vierthöchsten Spielklasse.
Mit 18 Jahren kam Dieter Fischer 1954 zu der neu eingerichteten Sektion Fußball der Leipziger Deutschen Hochschule für Körperkultur (DHfK), die mit zwei Mannschaften unter der Bezeichnung SC DHfK Leipzig zu Beginn der Fußballsaison 1954/55 in der zweitklassigen DDR-Liga startete. Es war der Versuch, unter Ausnutzung der wissenschaftlichen Ressourcen der Hochschule junge und talentierte Fußballspieler für höhere Aufgaben vorzubereiten. Die mit noch unerfahrenen Spielern aus zahlreichen Sportgemeinschaften der DDR zusammengestellten Mannschaften erreichten in der ersten Halbserie nur einen 6. und einen 12. Platz, und so wurde das Experiment kurzerhand eingestellt, die Mannschaften Anfang 1955 aufgelöst und die Spieler auf andere Mannschaften verteilt. Während die meisten Mitspieler von Dieter Fischer bei Mannschaften in der DDR-Oberliga, der höchsten Spielklasse, unterkamen, ging Fischer zurück zu seiner Heimatgemeinschaft Motor Markranstädt. Mit den Randleipzigern stieg er aus der Bezirksklasse im Frühjahr 1955 wieder in die Bezirksliga auf, die aber nach der Einführung der II. Liga nur noch viertklassig war. Dort spielte Fischer sowohl in der Übergangsrunde 1955 als auch zu einem Großteil in der nunmehr im Kalenderjahrrhythmus ausgetragenen Saison 1956.

### Erfolgreich beim SC Lok Leipzig
Im Herbst 1956 wechselte der talentierte Fischer zum Oberligisten SC Lokomotive Leipzig, dem Nachfolgeclub des ehemaligen DDR-Meisters Chemie Leipzig. Noch vor seinem 20. Geburtstag debütierte er beim 0:0 gegen Fortschritt Weißenfels in der ostdeutschen Elitespielklasse am 24. Spieltag der Saison 1956, die die Leipziger auf Rang 3 abschlossen.
Damals war Fischer bei den Leipzigern für die rechte Sturmseite vorgesehen. Der schon von der DHfK als Talent erkannte Fischer eroberte sich schnell einen Stammplatz. Bereits am 22. Dezember 1957 stand er mit seiner Mannschaft im Finale des DDR-Pokalwettbewerbes und gewann den Pokal nach einem 2:2-Sieg über Empor Rostock. 1958 wurde Fischer nach einem Einsatz in der B-Nationalmannschaft am 14. September 1958 im A-Länderspiel gegen Rumänien (3:2) und am 7. Oktober 1958 gegen Bulgarien (1:1) aufgeboten. Am Ende des Jahres stand Fischer erneut im Finale des DDR-Pokalwettbewerbes, unterlag diesmal jedoch mit seiner Mannschaft 1:2 gegen den SC Einheit Dresden. Im Herbst 1959 war Fischer Mitglied der DDR-Olympiaauswahl, musste aber nach zwei Niederlagen gegen die westdeutsche DFB-Auswahl die Träume von Olympia begraben. Auch das Meisterschaftsjahr 1959 verlief wenig erfolgreich, Lok Leipzig landete am Ende der Saison nur auf Platz 9.
Erst 1960 stellten sich für Fischer wieder Erfolge ein. Im Sommer wurde er nach zweijähriger Pause erneut in zwei Spielen der A-Nationalmannschaft eingesetzt: am 10. Juli 1960 gegen Bulgarien (0:2) und am 17. August 1960 gegen die Sowjetunion (0:1). Am Ende der Saison errang er mit seiner Heimmannschaft die Bronzemedaille in der DDR-Meisterschaft. Fischer war nie der Typ eines Torjägers, erst in der Saison 1962/63 tauchte er in der oberen Region der Oberligatorschützenliste auf. Zusammen mit seinem Klubkameraden Henning Frenzel war er auf zehn Treffer gekommen, sodass beide zu den zehn besten Torjägern der Saison zählten.

### Enttäuschungen mit dem SC Leipzig
Nach der Spielzeit 1962/63 war Fischer wieder Objekt im Umformungsprozess des DDR-Fußballs. Bisher war Leipzig mit zwei etwa gleich starken Mannschaften in der Oberliga vertreten, ohne dass sich jedoch ein Spitzenteam herausgebildet hatte. Dieses sollte nun vom grünen Tisch aus durch die Schaffung des SC Leipzigs geschehen, dem zu diesem Zweck die vermeintlich besten Leipziger Spieler zugewiesen wurden. Zunächst schien es für Fischer ein Glücksumstand zu sein, zu den Auserwählten zu gehören, doch folgte am Ende der Spielzeit 1963/64 die Ernüchterung, als nicht der SC Leipzig, sondern die BSG Chemie mit dem ausgesonderten „Rest von Leipzig“ den Titel holte. Allerdings konnte sich Fischers Mannschaft mit dem Gewinn der Bronzemedaille trösten.
Die Saison 1964/65 brachte keine weiteren Fortschritte in Fischers Karriere, es folgten keine Berufungen mehr in die Nationalmannschaft, der SC Leipzig verschlechterte sich in der Endabrechnung um einen Rang auf Platz 4, wieder hinter dem Lokalrivale Chemie. Fischer beendete daraufhin mit 29 Jahren, 176 Oberligaspielen und 24 Toren zum Saisonende seine Laufbahn bei den Leipziger Oberligaclubs. In der Leipziger Stadtelf war er zu seinen Hochzeiten in 14 Europapokalpartien aufgeboten wurden (zwei Treffer).

### Karriereausklang in Gera und Böhlen
Überraschend schloss sich Dieter Fischer im Sommer 1965 dem Zweitligisten BSG Wismut Gera an. Auch für diese Mannschaft war die abgelaufene Spielzeit enttäuschend verlaufen. Hatten die Ostthüringer in den vergangenen Jahren stets in der Spitze der DDR-Liga mitgespielt, erfolgte 1964/65 ein fataler Sturz auf Platz 12, vier Punkte vor einem Abstiegsplatz. Daraufhin war der Zugang des ehemaligen Nationalspielers für die Thüringer besonders wertvoll, im Sommer 1966 hatte Gera den Sieg in der Ligastaffel Nord und den Aufstieg in die Oberliga erreicht. Die Spielstärke der Mannschaft entsprach allerdings nicht dem Niveau der höchsten Spielklasse, und so stieg Wismut Gera bereits nach einem Spieljahr wieder ab. In der 26 Spiele währenden Saison wurde er noch einmal in 18 Begegnungen eingesetzt. 1968 wechselte er zur BSG Aktivist Böhlen, bei der er 1970, dann schon als BSG Chemie antretend, seine aktive Laufbahn beendete.

### Erfolge
- 1957: DDR-Pokalsieger
- 1958: DDR-Pokalfinalist
- 1966: Aufstieg in die Oberliga

## Weiterer Werdegang
Dass er auch danach dem Fußball über Jahre verbunden blieb, beweist die Tatsache, dass er zwischen 1999 und 2001 die in der Regionalliga Borna/Geithain (8. Liga) spielende Fußballmannschaft des SV Chemie Böhlen trainierte. Bereits 1979 hatte er am Saisonende für zwei Monate die Oberligamannschaft der BSG Chemie Böhlen trainiert, konnte sie jedoch nicht vor dem Abstieg bewahren. Der frühere Nationalspieler verstarb Anfang März 2016.